# 눈양태속
눈양태속(Parabembras)은 페르카목 빨간양태아목에 속하는 조기어류 분류군이다. 눈양태과(Parabembridae)의 유일속으로 2종으로 이루어져 있으며, 눈양태(Parabembras curtus)를 포함하고 있다. 서인도양과 북서태평양에서만 발견된다.

## 하위 종
- 눈양태 (Parabembras curtus) (Temminck & Schlegel, 1843) - 북서태평양
- Parabembras robinsoni Regan, 1921 - 남서인도양
- Parabembras multisquamata Kai, Fricke, 2018 - 남서태평양 및 필리핀, 2018년 신종으로 기재[2]